# Anneke Beukman
Anneke Beukman (Haarlem, 17 september 1968) is een Nederlandse (stem)actrice, dialoogregisseuse en zangeres.

## Levensloop
Beukman werd geboren in Haarlem en bracht haar jeugd door in Heemstede. Ze studeerde af aan de Maria More Akademie voor Jazzdans in Amsterdam. Na enkele jaren leadzangeres van Theatergroep Jeans te zijn geweest, maakte ze de overstap naar de televisie. Hier werd ze bekend vanwege haar rol als Nina in de comedyserie SamSam, die zij tussen 2001 en 2003 vervulde. Sinds 2005 is ze vooral te horen in nasynchronisaties van diverse kinderseries die uitgezonden worden door Nickelodeon, Jetix, Cartoon Network en Disney Channel. Tevens  werkt ze als regisseuse voor de Nederlandse nasynchronisatie, wat ze onder andere deed voor de film Aladdin, de animatieserie What If...? uit 2021 van Marvel Studios en de animatiefilm Turning Red uit 2022.

## Werk

### Actrice
- Goede tijden, slechte tijden als Nicky
- SamSam als Nina
- De Winkel als Tamara de Vries

### Nasynchronisatie

#### Series
- What's with Andy? – Lori
- Beugelbekkie – Nina
- The Simpsons – Marge
- Regular Show – overige stemmen
- The Proud Family – LaCienega
- De Wonderlijke Wereld van Gumball – Penny, Sarah
- Kick Buttowski: Durfal met lef – Kendall
- The Powerpuff Girls: Dance Pantsed – Buttercup
- The Powerpuff Girls – Buttercup (2016)
- Rekkit Rabbit – SK
- Super Big – Penny en de moeder van Tessa
- Rocket Power – Twister
- Tweenies – Fizz
- The Fairytaler – Verschillende personages
- Robotboy – Tommy Turnbull
- Dora – Rugzak
- Violetta – Marcella Parodi
- Angry Beavers – Treeflower
- Ultimate Spider-Man – Squirrel Girl
- Zoem in op Maggie – Pupert
- World of Winx – Obscura
- My Little Pony – Twillight Sparkle
- Muppets Now – Janice
- Barbie: Life in the Dreamhouse – Raquelle
- Monsters at Work – Celia Mae (2021-2024)
- What If...? – Christine Palmer, Pepper Potts en overige stemmen
- Star Wars: Visions - F
- Cars on the Road - Sally Carrera, Taco
- Skylanders Academy - Dreamcatcher (2016-2018)
- Rapunzels wilde avontuur - koningin Arianna (2017-2020)

#### Films
- Shrek the Third – Doornroosje
- Shrek the Halls – Boekenwinkel Medewerker
- The Simpsons Movie – Marge Simpson
- Monsters en co. – Celia
- Paniek op de Prairie – Grace
- Pokémon: De Opkomst van Darkrai – Zangeres eindlied Vergeten zal ik je niet
- Bratz: Rock Angelz – Sasha
- Assepoester: Terug in de Tijd – Anastasia
- Rapunzel – Overige Stemmen
- Ralph Breaks the Internet – Mo's Moeder
- Cars – Mevrouw The King
- Small Fry – Roxy Boxy en Tae-Kwon Doe
- Toy Story of Terror! – de koerierster, Betsy en de computer
- The Muppets, Muppets Most Wanted, Muppets Haunted Mansion – Janice
- Tinker Bell - Rosetta
- Tinker Bell and the Lost Treasure - Rosetta
- Tinker Bell and the Secret of the Wings - Rosetta
- Tinker Bell and the Pirate Fairy - Rosetta
- Tinker Bell and the Legend of the NeverBeast - Rosetta
- The Lego Batman Movie - Phyllis
- Hotel Transylvania 3 – Crystal
- Strange World - Klant
- Pokémon ik kies jou – zingt mee met de Pokémon Theme
- De Elfkins - Een Klein Bakfestijn
- Spider-Man: Into the Spider-Verse – Rio Morales
- Spider-Man: Across the Spider-Verse – Mary Jane Watson
- Dumbo - Overige stemmen
- My Little Pony: De Film - Twillight Sparkle
- Monster High: 13 Wishes
- Barbie als Rapunzel (2002) – Penelope
- Barbie: Fairytopia (2005) – Dahlia en Elfje #4
- Barbie als de Eilandprinses (2007) – Tika
- Barbie in een Modesprookje (2010)
- Barbie in een Zeemeermin Avontuur (2010)
- Barbie De Parel Prinses (2014)

#### Videospellen
- Disney Infinity spellen – Mirage, Felicia Hardy / Black Cat

- Skylanders: Trap Team (2014) spellen - Dreamcatcher

### Zangeres
- Wayside – leader